# Desiree Linden
Desiree Nicole Linden (* 26. Juli 1983 als Desiree Nicole Davila) ist eine US-amerikanische Langstreckenläuferin, die sich auf den Marathon spezialisiert hat.

## Werdegang
Desiree Linden stammt aus Chula Vista. Nach einem Studium der Psychologie an der Arizona State University gehört sie seit dem Herbst 2005 zum Hansons-Brooks Distance Project.
Bei den Straßenlauf-Weltmeisterschaften kam sie 2006 in Debrecen auf Platz 43 und 2007 in Udine auf Platz 34. 2008 wurde als Zweite des Houston-Halbmarathons US-Vizemeisterin im Halbmarathon mit ihrer persönlichen Bestzeit von 1:12:10 h.
Ihr Debüt über die 42,195-km-Distanz hatte sie beim Boston-Marathon 2007, wo sie in 2:44:56 h auf den 19. Platz kam und sich für den US-Ausscheidungskampf für die Olympischen Spiele in Peking qualifizierte, der am Vorabend des Boston-Marathons 2008 stattfand. Bei diesem belegte sie den 13. Rang in 2:37:50 h. Beim Chicago-Marathon desselben Jahres wurde sie Fünfte in 2:31:33 h.
Beim Marathon der Weltmeisterschaften 2009 in Berlin wurde sie Elfte und verbesserte ihren persönlichen Rekord auf 2:27:53 h.
2010 wurde sie bei den Hallenweltmeisterschaften in Doha Zehnte über 3000 Meter und Vierte beim Chicago-Marathon.
Am 14. August 2016 erreichte Linden beim Marathon der Olympischen Spiele in Rio de Janeiro den siebten Platz mit einer Zeit von 2:26:08 h.
Beim Boston-Marathon 2018 erzielte sie mit einer Zeit von 2:39:54 h den ersten Platz.
2021 lief sie in Oregon mit 2:59:54 h als erste Frau der Welt die 50-Kilometer-Distanz in unter drei Stunden.

## Persönliche Bestzeiten
- 3000 m (Halle): 8:51,08 min, 12. März 2010, Doha
- 5000 m: 15:08,64 min, 6. August 2011, London
- 10.000 m: 31:37,14 min, 23. Juni 2011, Eugene
- Halbmarathon: 1:10:34 h, 16. Januar 2011, Naples
- Marathon: 2:25:55 h, 14. Januar 2012, Houston
- Marathon (nicht rekordtauglicher Kurs): 2:22:38 h, 18. April 2011, Boston
- 50 km: 2:59:54 h, 13. April 2021, Oregon (Weltbestzeit)